# Podbuszyce
Podbuszyce [pronunciación en polaco: /pɔdbuˈʂɨt͡sɛ/] es un pueblo ubicado en el distrito administrativo de Gmina Wiskitki, dentro del condado de Żyrardów, Voivodato de Mazovia, en el centro-este de Polonia. Se encuentra a unos 6 kilómetros al norte de Wiskitki, a 10 kilómetros al norte de Żyrardów, y a 41 kilómetros al oeste de Varsovia.